# Сінді Маккейн
Сінді Лу Генслі Маккейн (англ. Cindy Lou Hensley McCain; нар. 20 травня 1954, Фінікс, штат Аризона) — американська підприємиця й філантропка. Учасниця обох президентських кампаніях свого чоловіка, сенатора-республіканця і кандидата у президенти Джона Маккейна.

## Життєпис
Дочка підприємця Джима Генслі. Закінчила Університет Південної Каліфорнії (бакалавр мистецтв у галузі освіти, магістр), працювала педагогинею. Одружилася з Джоном Маккейном у 1980 році. З 1988 по 1995 рік керувала некомерційною організацією American Voluntary Medical Team. У 2004 році перенесла серйозний інфаркт.
Після смерті батька у 2000 році успадкувала контрольний пакет і стала головою правління Hensley & Co., одного з найбільших дистриб'юторів пива Anheuser-Busch.
Діти: Меган (нар. 1984), Джон IV (нар. 1986), Джеймс (нар. 1988) і Бріджит (нар. 1991).
Сінді Маккейн перебувала навесні 2019 року в Україні в складі делегації міжнародних спостерігачів під час президентських виборів.